# Mohamed al-Hammadi
Sultan Mohamed Saleh Yousif Alha al-Hammadi (* 18. Dezember 1984) ist ein Fußballschiedsrichterassistent aus den Vereinigten Arabischen Emiraten. Er steht als dieser seit 2012 sowie als Schiedsrichter seit 2021 auf der Liste der FIFA-Schiedsrichter.

## Karriere
Über weitere Strecken war er nur als Assistent unterwegs und begleitete hier Spiele mehrerer U-Turniere, als auch Spiele der Klub-Weltmeisterschaft 2020, Olympia 2020 und der Asienmeisterschaft 2019, als auch der Weltmeisterschaft 2018. Zuletzt wurde er ins Team um Mohammed Abdullah Hassan Mohammed für die Weltmeisterschaft 2022 berufen.
Sein erstes Länderspiel, was er selbst leitete, war ein Freundschaftsspiel zwischen Jordanien und Tadschikistan am 1. Februar 2021. Auch in der heimischen UAE Pro League leitete er bereits ein paar Partien.